# Aira Villegas
Aira Cordero Villegas (Tacloban, 1º agosto 1995) è una pugile filippina.

## Biografia
Ha rappresentato le Filippine ai Giochi del Sud-est asiatico 2019, dove ha vinto la medaglia di bronzo nel torneo dei pesi gallo e nei Giochi asiatici 2022.
Nel 2024 si qualifica alle Olimpiadi di Parigi 2024 grazie al torneo di qualificazione svolto a Busto Arsizio dal 3 all'11 marzo 2024. Nella capitale francese, partecipa al torneo gareggiando tra i pesi mosca e riesce a vincere la medaglia di bronzo. 

## Palmarès
- XXX Giochi del Sud-est asiatico: bronzo nei pesi gallo
- Giochi della XXXIII Olimpiade: bronzo nei pesi mosca